# Péter Kurucz
Péter Kurucz est un footballeur hongrois né le 30 mai 1988 à Budapest, capitale de la Hongrie.

## Biographie
Il évolue en 2009-2010 en Premier League anglaise à West Ham Utd comme deuxième gardien de but.

### Club
Formé au Újpest FC, il est prêté en 2008 au FC Tatabánya en deuxième division hongroise, où il dispute neuf matchs.
Repéré par un recruteur anglais, il est prêté le 9 février 2009 à West Ham Utd pour évoluer avec l'équipe réserve. Auteur de cinq matchs avec la réserve, il conquit les dirigeants, qui le conservent et transforment le prêt en transfert définitif le 3 juin 2009.
Le 5 décembre 2009, il dispute son premier match contre Manchester United, en remplaçant Robert Green. Mais, sans la confiance de son entraîneur Sam Allardyce, il ne joue plus pour l'équipe et est donc prêté, début janvier 2012, à un club de League One (D3), le Rochdale AFC, pour une durée d'un mois.